# Piotr Diemiczew
Piotr Niłowicz Diemiczew (ros. Пётр Ни́лович Де́мичев; ur. 3 stycznia 1918 w Piesoczni, zm. 10 sierpnia 2010 w obwodzie moskiewskim) – radziecki polityk, pierwszy zastępca przewodniczącego Prezydium Rady Najwyższej ZSRR w latach 1986–1988, minister kultury ZSRR w latach 1974–1986, zastępca członka Biura Politycznego KC KPZR w latach 1964–1988, sekretarz KC KPZR w latach 1961–1974.
Od 1937 do 1944 służył w Armii Czerwonej, od 1939 w WKP(b), studiował w Moskiewskim Instytucie Chemiczno-Technologicznym im. Mendelejewa, 1953 zaocznie ukończył Wyższą Szkołę Partyjną przy KC KPZR. W 1944 ukończył Moskiewski Instytut Technologii Chemicznej, a w 1953 Wyższą Szkołę Partyjną KPZR. Od 1945 pracował w moskiewskiej organizacji partyjnej, od 2 marca 1959 do 6 lipca 1960 był I sekretarzem Komitetu Obwodowego, a od 6 lipca 1960 do 26 listopada 1962 Komitetu Miejskiego KPZR w Moskwie. 1958-1959 pracował w Radzie Ministrów ZSRR jako dyrektor zarządzający gabinetu. 31 października 1961 został sekretarzem KC KPZR, którym był do momentu mianowania go ministrem kultury ZSRR 16 grudnia 1974 (członkiem KC KPZR był od 31 października 1961 do 25 kwietnia 1989). Tekę ministra pełnił do 18 czerwca 1986, po czym został pierwszym wiceprzewodniczącym Rady Najwyższej ZSRR (do 1 października 1988). Od 16 listopada 1964 do 30 września 1988 był zastępcą członka Politbiura KPZR. Deputowany do Rady Najwyższej ZSRR od 5 do 11 kadencji.

## Odznaczenia
- Order Lenina (trzykrotnie)
- Order Rewolucji Październikowej
- Order Czerwonego Sztandaru Pracy